# Sofrito

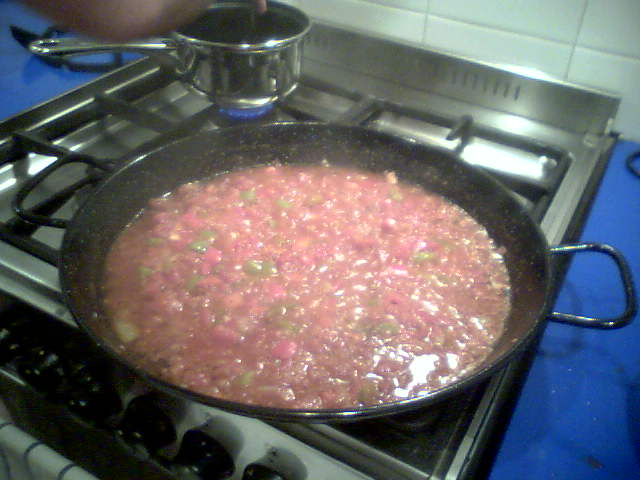
Sofrito catalán para una paella.

Un sofrito —hogado (en Colombia), salteado (en Argentina), hogo o refrito (en Ecuador)— es una preparación que se usa como base para preparar muchos otros platos. Esta base culinaria puede contener: cebolla, zanahoria, apio, tomate, sal, cilantro, cebollino y ajo. La combinación de ingredientes y proporciones varían dependiendo de la región y/o el plato para el cual se va a usar. Los ingredientes son troceados o picados en pequeños pedacitos que se fríen en aceite de oliva (o un material graso como mantequilla, tocino, etcétera) hasta que quedan deshechos por el agua que van soltando ("sudados"), o caramelizados (fritos lentamente a bajo fuego hasta que las azúcares naturales empiezan a colorear los vegetales). La cocción del sofrito generalmente se realiza sobre una sartén, pero a veces se utiliza una cazuela a la cual se añadirá el resto de los ingredientes para el plato, como carne, vegetales o caldo.

## Gastronomías

### Soffritto italiano
En la gastronomía italiana, se utilizan cebolla, zanahoria y apio todo finamente picado para formar un battuto, el cual es cocido lentamente en aceite de oliva, convirtiéndose en soffritto. Es utilizado como base de la mayoría de las salsas para pasta, como por ejemplo la salsa arrabbiata, pero ocasionalmente se le usa como base de otros platos, como las verduras salteadas. Por ello, es un componente fundamental de la cocina italiana. También puede incluir ajo, chalotas, o puerro.
Según la restauradora italiana Benedetta Vitali, soffritto significa «poco frito» y lo describe como «una preparación de vegetales picados con un tono marrón claro, no un plato en sí mismo». Hubo un tiempo en que se llamaba «falso ragú», ya que se pensaba que el soffritto recordaba vagamente al sabor de esta salsa de carne.

### Sofrito francés: Mirepoix
El mirepoix (en francés, pronunciado /miʁˈpwa/) es una combinación de varias hortalizas cortadas en dados pequeños (~1.5 cm), empleada para saborizar salsas, asados, caldos y sopas. Puede también hacer referencia específicamente a la técnica de corte empleada.
Las verduras que originalmente se usan son la cebolla, la zanahoria y el apio (tradicionalmente en proporción 2:1:1), aunque son igualmente frecuentes los puerros, los nabos, los pimientos y las setas.